# Гарсия, Денсель
Денсель Артуро Гарсия Бохоркес (исп. Denzell Arturo García Bojórquez; род. 15 августа 2003, Лос-Мочис, Синалоа) — мексиканский футболист, полузащитник клуба «Хуарес».

## Клубная карьера
Гарсия — воспитанник клубов «Крус Асуль» и «Хуарес». 10 апреля 2022 года в матче против столичной «Америки» он дебютировал в мексиканской Примере в составе последнего. 4 февраля 2023 года в поединке против «Масатлана» Денсель забил свой первый гол за «Хуарес». 